# 18950 Marakessler
18950 Marakessler (2000 QX95) là một tiểu hành tinh vành đai chính được phát hiện ngày 26 tháng 8 năm 2000 bởi Nhóm nghiên cứu tiểu hành tinh gần Trái Đất phòng thí nghiệm Lincoln ở Socorro.